# Protobiella zelandica
Protobiella zelandica là một loài côn trùng trong họ Berothidae thuộc bộ Neuroptera. Loài này được Tillyard miêu tả năm 1923.